# دانيال اكينو
دانيال اكينو (بالإسبانية: Daniel Toribio Aquino)‏ (9 يونيو 1965 في الأرجنتين - ) هو لاعب كرة قدم أرجنتيني في مركز الهجوم. لعب مع بانفيلد ورايو فايكانو وريال بيتيس وريال مورسيا ونادي ألباسيتي وLorca Deportiva CF ‏ وAD Las Palas ‏ ونادي مريدا.